# Mesland
Mesland är en kommun i departementet Loir-et-Cher i regionen Centre-Val de Loire i de centrala delarna av Frankrike. Kommunen ligger i kantonen Herbault som tillhör arrondissementet Blois. År 2022 hade Mesland 549 invånare.

## Befolkningsutveckling
Antalet invånare i kommunen Mesland
| Referens: INSEE |